# Solveig Pedersen
Solveig Pedersen (ur. 6 września 1965 r. w Kristiansand) – norweska biegaczka narciarska, srebrna medalistka olimpijska i brązowa medalistka mistrzostw świata.

## Kariera
Mistrzostwa świata w Val di Fiemme były jej pierwszymi i zarazem ostatnimi. Jej najlepszym indywidualnym wynikiem było 4. miejsce w biegu na 15 km techniką klasyczną. Ponadto wraz z Inger Helene Nybråten, Trude Dybendahl i Elin Nilsen zdobyła brązowy medal w sztafecie 4 × 5 km. Swój największy sukces w karierze osiągnęła na igrzyskach olimpijskich w Albertville, gdzie zdobyła srebrny medal w sztafecie. Norweżki startowały na tych mistrzostwach w tym samym składzie co na igrzyskach w Albertville. W swoim najlepszym indywidualnym starcie, w biegu na 5 km techniką klasyczną, zajęła 8. miejsce. Ani wcześniej, ani później nie startowała na igrzyskach olimpijskich.
Najlepsze wyniki w Pucharze Świata osiągnęła w sezonie 1990/1991, kiedy to zajęła 10. miejsce w klasyfikacji generalnej. Tylko raz stawała na podium zawodów Pucharu Świata, zajmując trzecie miejsce w biegu na 15 km techniką klasyczną 12 stycznia 1991 r. w niemieckim Klingenthal. W 2004 r. zakończyła karierę.

## Osiągnięcia

### Igrzyska olimpijskie
| Miejsce | Dzień     | Rok  | Miejscowość | Konkurencja             | Czas biegu | Strata  | Zwyciężczyni      |
| ------- | --------- | ---- | ----------- | ----------------------- | ---------- | ------- | ----------------- |
| 20.     | 9 lutego  | 1992 | Albertville | 15 km stylem klasycznym | 42:20,8    | +3:30,5 | Lubow Jegorowa    |
| 8.      | 13 lutego | 1992 | Albertville | 5 km stylem klasycznym  | 14:13,8    | +28,3   | Marjut Lukkarinen |
| 15.     | 13 lutego | 1992 | Albertville | 5 km stylem klasycznym  | 14:13,8    | +2:32,9 | Marjut Lukkarinen |
| 2.      | 17 lutego | 1992 | Albertville | Sztafeta 4 × 5 km       | 59:34,8    | +21,6   | WNP               |

### Mistrzostwa świata
| Miejsce | Dzień     | Rok  | Miejscowość   | Konkurencja             | Czas biegu | Strata  | Zwyciężczyni    |
| ------- | --------- | ---- | ------------- | ----------------------- | ---------- | ------- | --------------- |
| 4.      | 8 lutego  | 1991 | Val di Fiemme | 15 km stylem klasycznym | 14:04,2    | +1:42,4 | Jelena Välbe    |
| 8.      | 12 lutego | 1991 | Val di Fiemme | 5 km stylem klasycznym  | 14:04,2    | +36,7   | Trude Dybendahl |
| 3.      | 14 lutego | 1991 | Val di Fiemme | Sztafeta 4 × 5 km       | 55:36,6    | +57,9   | ZSRR            |

### Mistrzostwa świata juniorów
| Miejsce | Dzień    | Rok  | Miejscowość | Konkurencja            | Wynik   | Strata | Zwyciężczyni        |
| ------- | -------- | ---- | ----------- | ---------------------- | ------- | ------ | ------------------- |
| 10.     | 11 marca | 1983 | Kuopio      | 5 km stylem klasycznym | 14:29,5 | +25,6  | Swietłana Sacharowa |
| 2.      | ? marca  | 1983 | Kuopio      | Sztafeta 3 × 5 km      | 44:49,0 | +13,3  | Finlandia           |

### Puchar Świata

#### Miejsca w klasyfikacji generalnej
- sezon 1985/1986: 23.
- sezon 1987/1988: 51.
- sezon 1989/1990: 12.
- sezon 1990/1991: 10.
- sezon 1991/1992: 19.
- sezon 1992/1993: 71.

#### Miejsca na podium
| Nr | Dzień       | Rok  | Miejscowość | Konkurencja             | Czas biegu | Strata | Miejsce | Zwycięzca             |
| -- | ----------- | ---- | ----------- | ----------------------- | ---------- | ------ | ------- | --------------------- |
| 1. | 12 stycznia | 1991 | Klingenthal | 15 km stylem klasycznym | ?          | ?      | 3       | Inger Helene Nybråten |